# Cayuga (Dakota del Norte)
Cayuga es una ciudad ubicada en el condado de Sargent en el estado estadounidense de Dakota del Norte. En el censo de 2010 tenía una población de 27 habitantes y una densidad poblacional de 10,57 personas por km².

## Geografía
Cayuga se encuentra ubicada en las coordenadas 46°4′34″N 97°23′4″O / 46.07611, -97.38444. Según la Oficina del Censo de los Estados Unidos, Cayuga tiene una superficie total de 2.55 km², de la cual 2.55 km² corresponden a tierra firme y (0%) 0 km² es agua.

## Demografía
Según el censo de 2010, había 27 personas residiendo en Cayuga. La densidad de población era de 10,57 hab./km². De los 27 habitantes, Cayuga estaba compuesto por el 100% blancos, el 0% eran afroamericanos, el 0% eran amerindios, el 0% eran asiáticos, el 0% eran isleños del Pacífico, el 0% eran de otras razas y el 0% pertenecían a dos o más razas. Del total de la población el 0% eran hispanos o latinos de cualquier raza.